# 후지모토 아쓰시
후지모토 아쓰시(일본어: 藤本 敦士, 1977년 10월 4일 ~ )는 일본의 전 프로 야구 선수이자 야구 지도자이며, 현재 센트럴 리그인 한신 타이거스의 1군 내야 수비·주루 코치이다.

## 인물

### 프로 입단 전
효고현 아카시시 출신으로 초등학교 시절에 소프트볼 선수로 뛰다가 중학교에 입학한 이후부터 야구부에 입단하여 유격수로 활약했다. 고교 졸업 후 아시아 대학에 입학하였지만 1학년 때 추간판 탈출증이라는 병을 앓아 다니던 대학을 그만두면서 이후에 병이 치유되기도 했다. 이후 건강 의료 전문학교에 입학하면서 야구부에 입단, 전문학교를 졸업한 후 사회인 야구팀에서 뛰다가 2000년 가을에 있은 프로 야구 드래프트 회의에서 초등학교 시절부터 팬이었던 한신 타이거스에 입단했다.

### 한신 타이거스 시대

#### 2001년 ~ 2003년
이듬해 2001년에는 4월 경에 1군으로 등록하면서 14일에 유격수로서 첫 출장, 같은 달 17일에는 첫 타석에서 첫 안타를 날렸다. 2002년부터 등번호인 56번에서 9번으로 변경해 유격수로서 개막전 선발 멤버로 출전하였고, 올스타전 출전 이후에 예전처럼 컨디션이 상승되지 않아 1군과 2군에 번갈아가면서 시즌을 보냈다. 2003년은 8번·유격수로서 2년 연속의 개막전 선발 멤버로 출전해 4월 하순에는 타율 부문에서 리그 톱이 되는 성적을 기록하는 등 급성장하여 올스타전에서는 처음으로 팬들에 의한 투표로 선정되어 출전했다. 이후에는 처음으로 규정 타석을 채우면서 타율 3할 1리를 기록해 ‘공포의 8번 타자’라는 별명이 붙기도 했다.

#### 2004년
시범 경기에서 3할 6푼의 타율을 기록하여 맹활약을 했을 뿐만 아니라 이후에는 정규 시즌이 개막 한지 6경기만에 다시 선발 멤버로 복귀해 전년도의 홈런은 한 개도 없었지만 만루 홈런을 포함한 5개의 홈런을 때려내는 등 기대 이상의 활약을 했다. 시즌 도중 아테네 올림픽 야구 일본 대표팀 선수로 발탁되어 네덜란드전에서 홈런을 날리는 등 2루수의 주전으로서 활약, 후쿠도메 고스케와 함께 팀에서 2명만이 전 경기에 풀 이닝 출전을 했다. 그러나 올림픽이 끝난 이후에는 갑작스런 부진으로 2할 5푼 7리의 타율을 기록해 전년도보다 타격 성적이 큰 폭으로 떨어졌다.

#### 2005년
그 해 2루수로 변경되면서 세키모토 겐타로와의 포지션 경쟁을 했었고, 개막으로부터 4월 26일의 주니치 드래건스전까지는 전년도의 성적이 웃도는 세키모토를 대신해서 후지모토가 기용되었지만 근육 파열에 의해 1군 등록이 말소되었다. 복귀 이후에는 상대팀 투수가 우완 투수가 예상되는 경우에는 좌타자인 후지모토, 좌완 투수가 예상되는 경우 우타자인 세키모토가 기용되는 대비책으로 출전하는 것이 중점이 되었다. 이후에는 2년만에 올스타전에 출전했다.

#### 2006년
2번·2루수로서 시즌 후반에 이마오카 마코토가 전력에서 이탈 당해 세키모토가 3루수로, 후지모토는 2루수를 차지했다. 같은 해에 있은 올스타전에 통산 3번째의 출전을 기록해 제2차전에서는 1타수 1안타 2타점을 기록하여 올스타전 MVP를 석권했다.

#### 2007년
이듬해인 개막 선발 멤버의 자리를 세키모토에게 양보했고, 세키모토가 부진에 빠진 4월이나 6월은 선발 멤버로서 출전을 했지만 출전 경기 수인 105경기 중 선발 출전은 33경기에 출전하는 것에만 그치면서 선발 출장은 줄어 들었다. 같은 해의 시즌 타율은 2할대 전반에 기록하여 만족스러운 결과를 남기지 못하고 프로 데뷔 후 처음으로 단 한 개의 도루를 기록하지 못한 채 시즌을 마감했다.

#### 2008년
오릭스 버펄로스에서 트레이드로 입단한 히라노 게이이치가 2루수를 차지하면서 선발 출전 기회는 급격히 감소했다. 시즌 중반에 히라노가 부상으로 이탈했을 때는 2루수로서 선발 출전의 기회를 얻었다. 그러나 히라노가 복귀하면 다시 주전 자리를 빼앗겨 프로 데뷔 후 처음이자 개인 최저인 58경기에 출전하는 것에만 그쳐 타격에서도 기대 이하의 성적을 기록했다. 같은 해 데뷔 후 처음으로 3루에서 지키기도 했다.

#### 2009년
전년도보다 더 감소된 47경기에만 출전했고 이후 부진에 의해 3차례나 2군으로 강등당하는 경험을 했다. 시즌 종료 후 구단에게 출전 기회(특히 프로에 입단한 후 당초에 지키고 있던 유격으로 승부할 수 있는 환경)를 요구하면서 이 해에 취득한 국내 FA권을 행사했다. 이것에 의해 유격수를 맡은 가와시마 게이조의 부상으로 내야 수비진이 허술하다는 지적을 받아 온 도쿄 야쿠르트 스왈로스가 영입할 움직임을 보여 11월 24일에 2년 계약의 총액인 1억엔으로 입단하는 것에 합의, 11월 30일 부로 정식 계약을 맺었다.

### 도쿄 야쿠르트 스왈로스 시대

#### 2010년
2010년에는 개막전 선발 멤버 자리를 놓쳤지만, 두 번째 경기부터 유격수로 선발 멤버에 올랐다. 홈구장에서의 개막전이 된 3월 30일의 주니치전에서 결승타를 날려, 공수에 걸치는 활약을 보여주였다. 4월 30일의 요코하마전에서 본인으로서는 4년 만에 홈런을 기록하는 2점 홈런(시즌 1호)을 때려냈지만 타율은 주춤했다.
5월 1일의 요코하마전에서 경기 도중 심판의 판정에 항의하다가 주심의 멱살을 잡으면서 폭력을 행사하는 등 선수 생활 이후 처음으로 퇴장 처분을 받는 불명예를 안았다. 팀은 성적 부진으로 침체를 겪어 감독이 오가와 준지를 감독 대행으로 임명한 이후에는 선발 명단에서 제외되는 일이 많아 7월 16일 한신전에서 1경기 3차례의 실책을 범하는 난조에 의해 7월 17일에 1군 등록이 말소되었다. 8월 27일에 다시 1군에 등록되었지만 다음 날인 8월 28일에 추간판 탈출증(요통)에 의해 1군 등록이 다시 말소되면서 치료에 전념하게 되었다. 이후 10월 9일 경에 수술을 무사히 받아 그대로 시즌을 마감했다.

#### 2011년
2군에서 시즌 개막을 보냈지만 주전 유격수였던 가와바타 신고의 전력 이탈에 의해 6월 3일에는 1군에 승격했다. 7월 1일의 히로시마 도요카프전에서 승리를 결정짓는 3점 홈런을 때려내는 등의 좋은 활약을 보였지만 그 후에는 뚜렷한 활약없이 타율은 2할에 불과했고 전년도와 마찬가지로 1경기에서 2차례나 실책을 범하는 등 7월 25일에 등록이 말소되었다. 팀은 9월까지 선두를 독주하고 있었지만 결국 주니치에 역전당해 리그 우승을 놓쳤다. 후지모토에 있어서는 한신 시절이었던 2008년부터 계속되는 대역전 패배를 당했다.
그 후 10월 25일의 시즌 최종전에서 다시 1군에 등록되었고 지금까지 노히트 노런을 계속하고 있던 히로시마의 선발 투수 마에다 겐타로부터 좌익선상으로 가르는 2루타를 때려내 동점을 만들었고 팀은 끝내기 승리를 거뒀다. 팀에게 있어서 2009년 이후 두 번째가 된 클라이맥스 시리즈에서는 퍼스트 스테이지 상대인 요미우리와의 1차전에 5회 대타로 출전하여 동점 적시타를 기록했고 팀은 그 후에 처음으로 파이널 스테이지 진출에 성공했다.

## 상세 정보

### 출신 학교
- 이쿠에이 고등학교
- 아시아 대학(중퇴)
- 고가 건강 의료 전문학교

### 선수 경력
프로팀 경력
- 한신 타이거스(2001년 ~ 2009년)
- 도쿄 야쿠르트 스왈로스(2010년 ~ 2013년)

국가 대표 경력
- 아테네 올림픽 일본 국가대표팀(2004년)

### 지도자 경력
- 한신 타이거스 2군 내야 수비·주루 코치(2015년 ~ 2019년)
- 한신 타이거스 1군 내야 수비·주루 코치(2020년 ~ )

### 수상·타이틀 경력

#### 수상
- 프레시 올스타전 MVP(2002년)
- 올스타전 MVP : 1회(2006년 제2차전)

#### 국제 대회
- 아테네 올림픽 동메달(2004년)

### 개인 기록

#### 첫 기록
- 첫 출장 : 2001년 4월 14일, 대 주니치 드래건스 2차전(나고야 돔)
- 첫 선발 출장 : 2001년 4월 17일, 대 요코하마 베이스타스 4차전(가고시마 현립 가모이케 야구장)
- 첫 타석·첫 안타 : 상동.
- 첫 타점 : 2001년 4월 18일, 대 요코하마 베이스타스 5차전(가고시마 현립 가모이케 야구장)
- 첫 홈런 : 2001년 5월 16일, 대 요미우리 자이언츠 8차전(후쿠오카 돔)
- 첫 도루 : 2001년 6월 14일, 대 주니치 드래건스 13차전(오사카 돔)

#### 기록 달성 경력
- 통산 500안타 : 2007년 7월 11일, 대 요미우리 자이언츠 11차전(도쿄 돔)

#### 기타
- 올스타전 출장 : 3회(2003년, 2005년, 2006년)

### 등번호
- 56(2001년)
- 9(2002년 ~ 2009년)
- 10(2010년 ~ 2013년)
- 74(2015년 ~ )

### 통산 성적

#### 연도별 타격 성적
| 연도       | 소속       | 경 기 | 타 석 | 타 수 | 득 점 | 안 타 | 2 루 타 | 3 루 타 | 홈 런 | 루 타 | 타 점 | 도 루 | 도루 실패 | 희생 번트 | 희생 플라이 | 볼 넷 | 고의 사구 | 死 구 | 삼 진 | 병 살 타 | 타 율 | 출 루 율 | 장 타 율 | O P S |
| ---------- | ---------- | ----- | ----- | ----- | ----- | ----- | ------- | ------- | ----- | ----- | ----- | ----- | --------- | --------- | ----------- | ----- | --------- | ----- | ----- | -------- | ----- | -------- | -------- | ----- |
| 2001년     | 한신       | 75    | 202   | 186   | 21    | 50    | 11      | 1       | 1     | 66    | 17    | 2     | 2         | 2         | 0           | 13    | 2         | 1     | 36    | 0        | .269  | .320     | .355     | .675  |
| 2002년     | 한신       | 63    | 162   | 139   | 8     | 29    | 4       | 0       | 1     | 36    | 8     | 3     | 1         | 15        | 0           | 8     | 2         | 0     | 23    | 0        | .209  | .252     | .259     | .511  |
| 2003년     | 한신       | 127   | 451   | 402   | 51    | 121   | 16      | 7       | 0     | 151   | 36    | 9     | 4         | 17        | 4           | 26    | 7         | 2     | 42    | 9        | .301  | .343     | .376     | .719  |
| 2004년     | 한신       | 111   | 419   | 385   | 45    | 99    | 12      | 3       | 5     | 132   | 33    | 5     | 1         | 6         | 0           | 27    | 1         | 1     | 58    | 9        | .257  | .308     | .343     | .650  |
| 2005년     | 한신       | 119   | 400   | 357   | 36    | 89    | 14      | 2       | 1     | 110   | 36    | 3     | 1         | 7         | 2           | 33    | 5         | 1     | 40    | 7        | .249  | .313     | .308     | .621  |
| 2006년     | 한신       | 138   | 443   | 393   | 35    | 93    | 12      | 1       | 3     | 116   | 30    | 3     | 1         | 19        | 3           | 27    | 5         | 1     | 56    | 13       | .237  | .285     | .295     | .581  |
| 2007년     | 한신       | 105   | 164   | 148   | 10    | 36    | 2       | 2       | 0     | 42    | 13    | 0     | 0         | 3         | 0           | 12    | 0         | 1     | 23    | 3        | .243  | .304     | .284     | .588  |
| 2008년     | 한신       | 58    | 89    | 76    | 12    | 19    | 1       | 1       | 0     | 22    | 7     | 1     | 0         | 4         | 2           | 6     | 0         | 1     | 14    | 3        | .250  | .306     | .289     | .595  |
| 2009년     | 한신       | 47    | 70    | 64    | 6     | 14    | 1       | 0       | 0     | 15    | 1     | 0     | 2         | 3         | 0           | 3     | 0         | 0     | 4     | 4        | .219  | .254     | .234     | .488  |
| 2010년     | 야쿠르트   | 65    | 209   | 187   | 20    | 43    | 9       | 1       | 2     | 60    | 18    | 1     | 0         | 6         | 3           | 11    | 0         | 2     | 27    | 2        | .230  | .276     | .321     | .597  |
| 2011년     | 야쿠르트   | 23    | 48    | 44    | 5     | 9     | 2       | 1       | 1     | 16    | 6     | 0     | 1         | 0         | 0           | 4     | 0         | 0     | 7     | 0        | .205  | .271     | .364     | .634  |
| 2012년     | 야쿠르트   | 66    | 88    | 78    | 4     | 17    | 2       | 1       | 0     | 21    | 3     | 0     | 0         | 0         | 0           | 10    | 0         | 0     | 12    | 1        | .218  | .307     | .269     | .576  |
| 통산：12년 | 통산：12년 | 997   | 2745  | 2459  | 253   | 619   | 86      | 20      | 14    | 787   | 208   | 27    | 13        | 82        | 14          | 180   | 22        | 10    | 342   | 51       | .252  | .304     | .320     | .624  |

- 2012년 기준.

#### 연도별 수비 성적
| 연도 | 유격 | 유격 | 유격 | 유격 | 유격 | 유격   | 2루  | 2루  | 2루  | 2루  | 2루  | 2루    | 3루  | 3루  | 3루  | 3루  | 3루  | 3루    |
| 연도 | 경기 | 척살 | 보살 | 실책 | 병살 | 수비율 | 경기 | 척살 | 보살 | 실책 | 병살 | 수비율 | 경기 | 척살 | 보살 | 실책 | 병살 | 수비율 |
| ---- | ---- | ---- | ---- | ---- | ---- | ------ | ---- | ---- | ---- | ---- | ---- | ------ | ---- | ---- | ---- | ---- | ---- | ------ |
| 2001 | 72   | 102  | 169  | 9    | 39   | .968   | 2    | 5    | 2    | 0    | 0    | 1.000  | -    | -    | -    | -    | -    | -      |
| 2002 | 53   | 64   | 106  | 7    | 23   | .960   | 4    | 1    | 7    | 0    | 1    | 1.000  | -    | -    | -    | -    | -    | -      |
| 2003 | 126  | 187  | 309  | 15   | 60   | .971   | -    | -    | -    | -    | -    | -      | -    | -    | -    | -    | -    | -      |
| 2004 | 98   | 142  | 277  | 11   | 61   | .974   | 18   | 14   | 29   | 1    | 6    | .977   | -    | -    | -    | -    | -    | -      |
| 2005 | 1    | 1    | 0    | 0    | 0    | 1.000  | 117  | 210  | 283  | 11   | 67   | .978   | -    | -    | -    | -    | -    | -      |
| 2006 | -    | -    | -    | -    | -    | -      | 137  | 252  | 339  | 3    | 73   | .995   | -    | -    | -    | -    | -    | -      |
| 2007 | -    | -    | -    | -    | -    | -      | 100  | 118  | 140  | 7    | 25   | .974   | -    | -    | -    | -    | -    | -      |
| 2008 | -    | -    | -    | -    | -    | -      | 42   | 47   | 69   | 1    | 13   | .991   | 3    | 1    | 3    | 0    | 1    | 1.000  |
| 2009 | -    | -    | -    | -    | -    | -      | 37   | 48   | 60   | 2    | 11   | .982   | -    | -    | -    | -    | -    | -      |
| 2010 | 62   | 87   | 158  | 11   | 31   | .957   | -    | -    | -    | -    | -    | -      | -    | -    | -    | -    | -    | -      |
| 2011 | 11   | 15   | 21   | 2    | 4    | .947   | -    | -    | -    | -    | -    | -      | 3    | 3    | 3    | 0    | 0    | 1.000  |
| 통산 | 423  | 598  | 1040 | 55   | 218  | .968   | 457  | 695  | 929  | 34   | 194  | .979   | 6    | 4    | 6    | 0    | 1    | 1.000  |

- 2011년 기준.